# Деланд, Бетти
Бетти Деланд (швед. Hedvig Kristina Elisabeth «Betty» Deland, 14 ноября 1831 — 1 апреля 1882) — шведская театральная актриса. Руководитель Dramatens elevskola.

## Биография
Элизабет Деланд родилась в 1831 г. в Эребру. Её родителями были актёр и руководитель передвижного театра Delands teatersällskap (1833—1861 гг.) и театральная актриса Шарлотта Деланд. Она выступала с театром отца, одним из самых известных в Швеции и Финляндии, с 1847 по 1861 год — танцевала в конце представления «с качучей, очень восхитительно исполняемой в испанском платье с некоторой французской грацией её отца». Передвижной театр не имел постоянного состава и выступал в театральных зданиях, которые в это время начали возводиться в небольших городах. В Стокгольме театр Деланда часто выступал в Юргордстеатерне, в Финляндии это был Шведский театр в Обу, и Деланд собрал первый состав национального театра шведского театра в Хельсинки, начавший выступления в сезоне 1860—1861 годов. Бетти Деланд стала одной из важных актрис театра Деланда и была хорошо известна в Швеции и Финляндии. За время работы с театром отцом она исполнила 300 ролей в комедиях и водевиле.
В 1857 году Элизабет вышла замуж за Кнута Альмлёфа. Её муж тоже происходил из театральной семьи — был сыном актёра Нильса Альмлёфа и Катарины Сёдерберг и пасынком актрисы Шарлотты Альмлёф. В 1861 г. она вместе с мужем работала в Mindre teatern, а когда он был объединён с Королевским драматическим театром, то остались в новой труппе. В 1866 г. её повысили до уровня примы. В этом театре она добилась известности и выступала до своей смерти в 1882 г. Она играла в основном в комедийных спектаклях, но ей доверяли и более серьёзные роли. Критики отмечали её выразительную мимику, нюансы голоса и актерскую игру.
Бетти вместе с мужем руководила актёрской школой Dramatens elevskola в период 1874—1877 гг.